# Енергетично ниво
Енергийно (или енергетично) ниво е величина във физиката и химията, характеризираща собствените значения на енергията на квантовите системи, състоящи се от микрочастици (електрони, протони и други елементарни частици) и подчиняващи се на законите на квантовата механика. Всяко ниво характеризира определено квантово състояние на системата или подмножество състояния в случай на израждане. Понятието е възникнало исторически при описанието на енергията на електроните в атома според модела на Бор, но е приложимо към атомите (електронни нива), молекулите (различни нива, които съответстват на трептения и ротации), атомните ядра и т. н. Всички квантови състояния с енергия, превишаваща тази на основното състояние, се наричат възбудени състояния.
Енергията се изменя в зависимост от стойността на главното квантово число n и орбиталното квантово число l, т.е. всяка двойка стойности на n и l съответства на определено енергийно ниво. Енергийният спектър на система с такива дискретни енергийни нива е квантуван.

## В атома
В модела на Бор електронна обвивка или главно енергийно ниво представлява орбита, по която се движат електроните около атомното ядро. Най-близката до ядрото обвивка се нарича 1 ниво (или K ниво), следвана от 2 ниво (или L ниво), след това от 3 ниво (или M ниво) и така нататък, отдалечавайки се от ядрото.
Всяко ниво може да съдържа ограничен брой електрони: в първото могат да се намират не повече от два електрона, във второто ниво могат да се поберат до осем (2 + 6) електрона, в третото могат да се намират до 18 (2 + 6 +10) електрона и така нататък. Общият принцип е, че в n-то ниво могат да се поберат до 2(n2) електрона. Тъй като електроните се привличат към ядрото, електроните на даден атом биха заемали външните енергийни нива само, ако по-вътрешните енергийни нива вече са изцяло заети от други електрони. Все пак, това не е строго изискване и е възможно даден атом да има две или дори три незапълнени външни енергийни нива.
Ако атом, йон или молекула има електрони във възможно най-ниското енергийно ниво, то частицата се намира в основно състояние (n = 1). Ако се намира в по-високо енергийно ниво, то тя е във възбудено състояние и всеки електрон, имащ по-голяма енергия от основното състояние, се нарича възбуден. Състояния, които имат една и съща енергия, но се различават по друг признак в квантовата механика се наричат изродени състояния.

## История
Първото доказателство за квантуване в атомите е наблюдението на спектралните линии на светлината от Слънцето в началото на 19 век от Йозеф фон Фраунхофер и Уилям Уоластън. Понятието за енергийни нива е предложено за пръв път през 1913 г. от Нилс Бор в неговия модел на атома. Съвременната квантова теория и обяснение за тези енергийни нива по отношение на уравнението на Шрьодингер са развити от Ервин Шрьодингер и Вернер Хайзенберг през 1926 г.